# Neolucanus latus
Neolucanus latus es una especie de coleóptero de la familia Lucanidae.

## Distribución geográfica
Habita en Karen, Kachin, Laos y Tailandia.